# セラヴィリゾート泉郷
株式会社セラヴィリゾート泉郷（セラヴィリゾートいずみごう）は、リゾートホテルやコテージを運営する日本の観光宿泊および宅地建物取引業を行う会社。
社団法人日本リゾートクラブ協会会員、および公益社団法人 東京都宅地建物取引業協会に所属。

## 概要
山梨県北杜市エリアなどを中心とした宅地建物取引業、リゾートホテルやわんわんホテル、コテージなどを運営する観光宿泊業、会員制リゾートクラブ事業（個人・法人）や法人保養所事業を展開する。
2008年の会社更生法申請以前は、セラヴィリゾート（株）、（株）セラヴィリゾート泉郷、（株）CRIデザインオフィス、セラヴィ観光汽船（株）と合併し、飲食店事業から観光船運航まで多岐にわたって事業展開する新会社「株式会社セラヴィリゾート泉郷」を2007年3月1日に発足させる予定であったが、後述する会社更生法の適用に伴い延期、不動産販売を除いた事業の多くは他社に売却および清算されている。

## 歴史
八ヶ岳中央観光～泉郷時代
- 1970年 別荘地の分譲、貸別荘の経営を目的に（株）八ヶ岳中央観光が設立。
- 1989年 宿泊観光、建設、不動産等の関係会社と合併、（株）泉郷に商号変更。
- 1994年 八ヶ岳、蓼科、伊豆高原などの別荘分譲やリゾート施設の運営と会員権の販売を主力に年商199億6900万円を達成。
- 2002年 業績が低迷。大幅赤字計上から債務超過に陥り、経営再生計画に着手。
- 2003年4月1日 会社分割により、新会社株式会社泉郷を発足。

セラヴィグループ時代
- 2003年10月セラヴィリゾート（株）が株式会社泉郷、株式会社泉郷デザインオフィスを子会社化。
- 2004年6月 株式会社セラヴィリゾート泉郷に商号変更。
- 2008年5月7日 セラヴィリゾートとともに会社更生法の適用を東京地方裁判所に申請。
- 2009年6月1日 前日認可された更生計画に基づき、セラヴィリゾートと合併。
- 2013年11月30日 会社更生手続終結決定[2]。
- 2025年1月31日 マイステイズ・ホテル・マネジメント（現：アイコニア・ホスピタリティ）にホテル及び貸コテージの運営事業を委託開始。[3]。

## 事業内容

### 不動産売買
- 八ヶ岳（山梨県北杜市）
- 蓼科高原（長野県立科町）
- 安曇野（長野県安曇野市）
- 伊豆高原（静岡県伊東市）

### ホテル運営
-2025年1月31日付でマイステイズ・ホテル・マネジメントに運営事業を委託開始。
- AMBIENT蓼科ホテル（長野県立科町）、川人洋志 設計[4] (1993年)
- AMBIENT安曇野ホテル（長野県安曇野市）、小宮山昭 設計[5] (1992年)
- AMBIENT伊豆高原コンドミニアム（静岡県伊東市）、小宮山昭 設計[5](1992年)
- 清里高原ホテル（山梨県北杜市）、堀池秀人 設計 (1990年、旧清里高原富士屋ホテル)
- ホテルアルティア鳥羽（三重県鳥羽市）

### わんわんホテル運営
-2025年1月31日付でマイステイズ・ホテル・マネジメントに運営事業を委託開始。
- 八ヶ岳わんわんパラダイス（山梨県北杜市）
- 高山わんわんパラダイスホテル（岐阜県高山市）
- 伊豆高原わんわんパラダイスホテル＆コテージ（静岡県伊東市）(旧・ホテルアンビエント伊豆高原) レーモンド設計事務所[6]、(1986年)
- 伊豆高原わんわんパラダイス コンドミニアム（静岡県伊東市）
- 浜名湖わんわんパラダイスホテル（静岡県浜松市）(旧・浜名湖グランドホテルさざなみ館)
- 鳥羽わんわんパラダイスホテル（三重県鳥羽市）
- 松阪わんわんパラダイスホテル 森のホテル スメール（三重県松阪市）
- 南紀白浜わんわんパラダイスホテル（和歌山県上富田町）

- Wan's Resort 山中湖（山梨県山中湖村）
- Wan's Resort 城ヶ崎海岸（静岡県伊東市）

### コテージ運営
-2025年1月31日付でマイステイズ・ホテル・マネジメントに運営事業を委託開始。
- 八ヶ岳高原（山梨県北杜市）
- 蓼科高原（長野県立科町）
- 安曇野（長野県安曇野市）
- 伊豆高原（静岡県伊東市）

### その他売却・閉鎖された施設
- ホテルアンビエント苗場(新潟県湯沢町) - 2010年にホテル施設として閉鎖済。
- ホテルアンビエント堂島(大阪市北区) - シンワオックス(株)に売却後、2016年にホテルとして営業終了。
- 猪苗代リゾートホテル - サンダンスリゾートを展開するリゾートフロンティアに売却。さらに2015年に設立された猪苗代リゾートによって「グランドサンピア猪苗代」として運営されていたが、猪苗代リゾートは2023年9月26日までに東京地方裁判所に破産申請[7]。のちにDMC Aizuに譲渡[8]。
- ネオオリエンタルリゾート小豆島 - エンジェルリゾートグループ小豆島に売却。現ベイリゾートホテル小豆島。
- 強羅天翠 - ワールドリゾートオペレーション(リログループ系、現株式会社リロバケーションズ)に売却。

### そのほかの事業
- 国内旅行事業
- 福利厚生アウトソーシングサービス
- 会員制リゾートクラブ事業

など。

## 関連会社
- 株式会社セラヴィホールディングス
- セラヴィ観光汽船株式会社
- 名古屋港イタリア村株式会社
- 株式会社CRIデザインオフィス
- マイステイズ・ホテル・マネジメント 親会社